# Julyette Steur
Julyette Maria Josephine Steur (* 28. Juli 1995) ist eine deutsche Tennisspielerin. Ihre Schwester Joëlle ist ebenfalls Profitennisspielerin.

## Karriere
Steur, die mit acht Jahren das Tennisspielen begann, gewann bislang drei Einzel- und fünf Doppeltitel auf dem ITF Women’s Circuit.
Ihr bislang letztes internationale Turnier spielte Steur im Mai 2021. Sie wird daher nicht mehr in der Weltrangliste geführt.

## Turniersiege

### Einzel
| Nr. | Datum             | Turnier      | Kategorie   | Belag     | Finalgegnerin        | Ergebnis      |
| --- | ----------------- | ------------ | ----------- | --------- | -------------------- | ------------- |
| 1.  | 20. November 2016 | Stellenbosch | ITF $10.000 | Hartplatz | Chanel Simmonds      | 7:5, 6:4      |
| 2.  | 9. September 2018 | Prag         | ITF $15.000 | Sand      | Magdaléna Pantůčková | 7:6, 7:6      |
| 3.  | 17. Februar 2020  | Antalya      | ITF W15     | Sand      | Han Jiangxue         | 6:3, 4:6, 6:4 |

### Doppel
| Nr. | Datum            | Turnier        | Kategorie   | Belag | Partnerin           | Finalgegnerinnen                     | Ergebnis         |
| --- | ---------------- | -------------- | ----------- | ----- | ------------------- | ------------------------------------ | ---------------- |
| 1.  | 22. Oktober 2017 | Hammamet       | ITF $15.000 | Sand  | Mia Nicole Eklund   | Loudmilla Bencheikh Yasmine Mansouri | 6:4, 4:6, [10:7] |
| 2.  | 26. Mai 2018     | Hammamet       | ITF $15.000 | Sand  | Petra Januskova     | Brittany Collens Celine Fritsch      | 6:0, 6:0         |
| 3.  | 24. August 2018  | Vrnjačka Banja | ITF $15.000 | Sand  | Joëlle Steur        | Anna Machorkina Miriana Tona         | 6:2, 6:3         |
| 4.  | 2. November 2019 | Tabarca        | ITF W15     | Sand  | Hanna Posnichirenko | Yasmine Mansouri Sada Nahimana       | 7:6, 6:3         |
| 5.  | 8. Dezember 2019 | Kairo          | ITF W15     | Sand  | Joëlle Steur        | Irene Lavino Marija Marfutina        | 6:2, 3:6, [10:6] |